# Lulunga
Lulunga  ist einer der sechs Distrikte der Division Haʻapai im Königreich Tonga im Pazifik.

## Geographie
Der Distrikt umfasst die abgelegenen Inseln im Südwesten des Haʻapai-Atolls. Damit liegt er etwa auf halber Strecke zwischen dem Distrikt ʻUiha im Osten und Tofua im Nordwesten.

## Bevölkerung
Der Distrikt umfasst die folgenden Inseln:
| Dorf     | Einwohner |
| -------- | --------- |
| Haʻafeva | 203       |
| Tungua   | 158       |
| Fotuhaʻa | 76        |
| ʻOʻua    | 56        |
| Matuku   | 84        |
| Kotu     | 146       |